# Дворец царицы Натальи Кирилловны
Дворе́ц цари́цы Ната́льи Кири́лловны (также Палаты царицы Натальи Кирилловны Нарышкиной) — отдельные палаты второй жены царя Алексея Михайловича и матери Петра I Натальи Кирилловны Нарышкиной. Дворец был построен в 1674 году и располагался на месте Дворца съездов. Несколько раз горел и восстанавливался, однако был заброшен после пожара 1737 года. Окончательно разобран в 1753-м для строительства нового дворца по проекту архитектора Бартоломео Растрелли.

## История

### Археологические раскопки

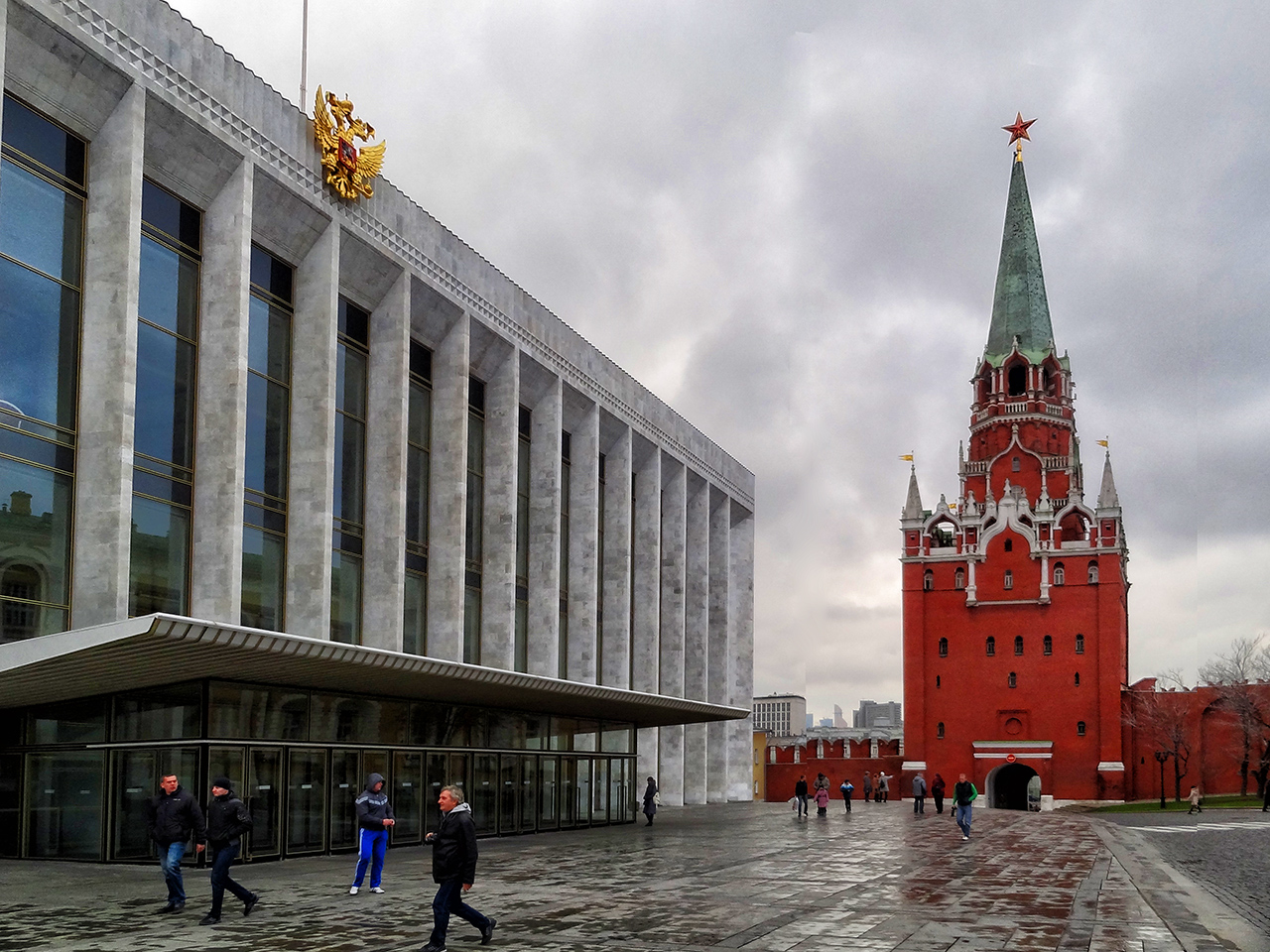
Кремлёвский дворец съездов, 2013 год

Весной 1959 года, перед началом строительства Дворца съездов, в западной части Московского Кремля проводились масштабные археологические раскопки. Работами руководили профессор Николай Воронин и историк Михаил Рабинович, а организацией занимались Институт археологии АН СССР и Музей истории и реконструкции Москвы. За два года археологических раскопок были обнаружены белокаменная кладка палат и примыкавшая к ним кирпичная вымостка. При детальном изучении нашли элементы строений: резной камень, керамическая плитка, черепица, оконная слюда и другие детали. Учёные выяснили, что это палаты Натальи Кирилловны — матери Петра I, которые были отмечены на исторических планах Кремля.

### Строительство палат
По сведениям археолога Александра Векслера, упоминания хором Натальи Кирилловны встречаются в кремлёвских документах с 1671 года. Тем не менее первоначальное расположение её палат не известно — по разным источникам, она могла жить в Теремном или Потешном дворцах. Отдельные палаты для царицы были возведены к северу от Теремного дворца в 1674 году, спустя два года после рождения сына Петра. Вскоре к помещениям Натальи Кирилловны надстроили «верхние новые хоромы» для царевича. При высоком росте Петра потребовалось расширение помещений, потому окончательное устройство завершилось в 1679-м. В этом же году закончились живописные работы.
Новое здание представляло собой деревянные хоромы, возведённые «на каменных стенах и столбах». Строительство деревянных жилых помещений на каменном подклете были частным явлением на Руси XVII века — считалось, что дерево полезнее для здоровья. К концу столетия деревянное строительство было запрещено из-за частых пожаров и дворец царицы стал одним из последних подобных сооружений. Дворец неоднократно горел и восстанавливался. Однако после большого пожара 1737 года его реконструкцию решили не проводить. В 1753-м дворец был разобран в связи со строительством нового кремлёвского дворца по проекту архитектора Бартоломео Растрелли.

## Облик дворца

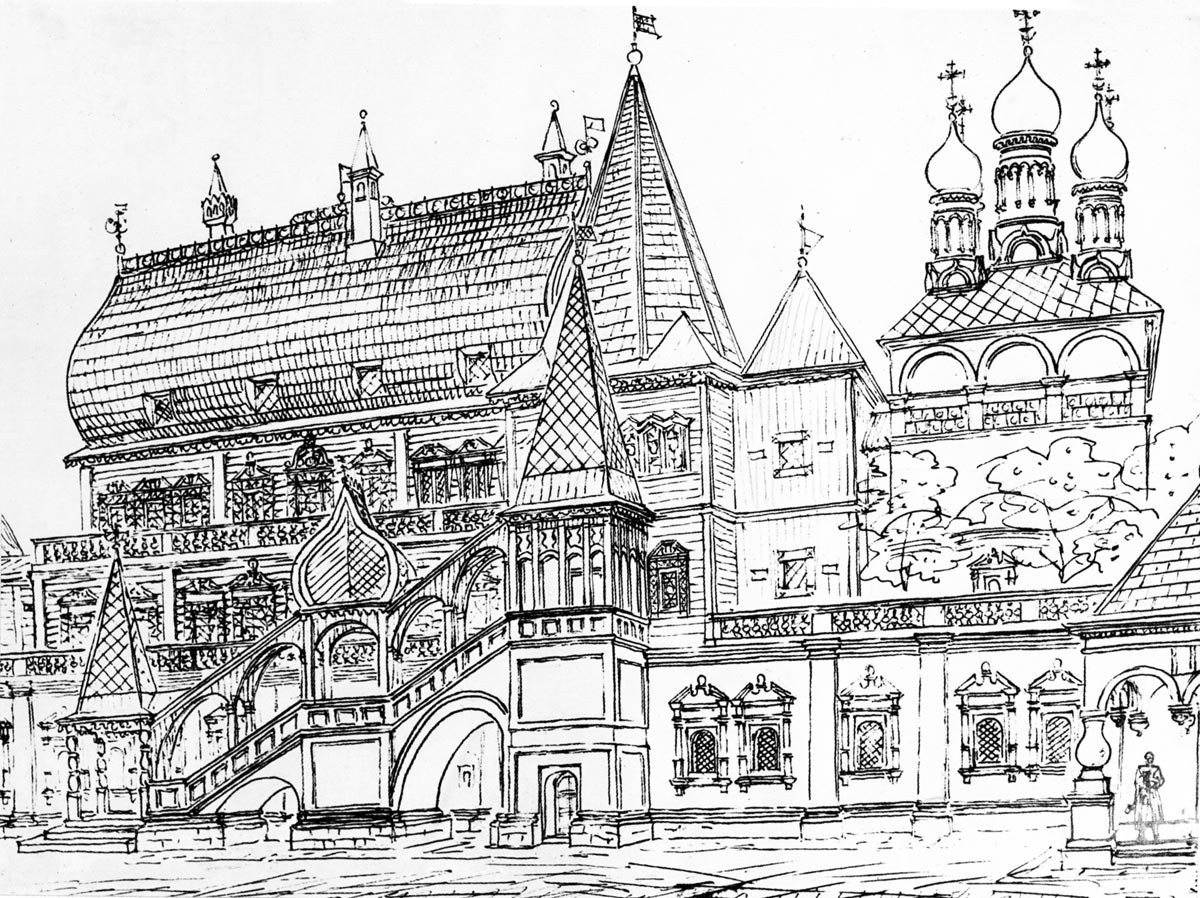
Чёрно-белое изображение палат Натальи Кирилловны в XVII веке, 1950 год

### Архитектура
Палаты Натальи Кирилловны были частью сложного комплекса зданий и находились на внутреннем Государевом дворе, соединяясь с Теремным дворцом и хоромами царевен, располагавшимися к востоку от Патриаршего дворца. Основные пятиэтажные хоромы состояли из трёхъярусных деревянных теремов, поставленных на двухъярусный каменный подклет. В жилой части располагались палаты царицы, общие размеры которых составляли приблизительно 20 на 13 саженей (приблизительно 43 на 28 метров). Над покоями Натальи Кирилловны находились комнаты Петра, имевшие одинаковую ширину и шедшие друг за другом от сеней. По замечанию Александра Векслера, внутренняя планировка жилых помещений дворца была очень проста. Одно за другим располагались практически равные по площади помещения: передняя, престольная палата, опочивальня, молельня и другие. Над уровнем Петра находились также «верхние чердаки» его матери.
Историки выяснили, что крыши дворца, сделанные в формах шатров и бочки, были выкрашены в зелёный цвет и украшены деревянными резными гребнями. На верхних шатрах находились «прапора» — металлические флажки, раскрашенные различными красками и золотом. Стены дворца сверху были покрыты тёсом. Окна палат царицы имели украшения из резных наличников с карнизами и капителями, а внутри были вставлены слюдяные окончины. На верхних этажах дворца располагались открытые переходы и гульбища.
В первом ярусе дворца находилась царицына Судейская палата, декор входного портала которой по стилю близок оконным наличникам на фасадах Грановитой палаты. Декор камня выполнен в форме гроздьев винограда и листьев аканта и выкрашен в красный и синий цвета. В северной части дворца находилась прачечная, а на самом нижнем этаже были поселены «государевы богомольцы».
В 1694 году на подклетах дворца была устроена домовая церковь святых Петра и Павла с трапезной. Каменный трёхапсидный храм венчали пять золочённых глав с крестами. Размеры Петропавловской церкви с трапезной составляли 20 на 8,5 метра. По сведениям историка Ивана Забелина, церковные хоры-полати примыкали к хоромам Натальи Кирилловны.
Недалеко от церкви на кровле подклета располагались висячие сады, имевшие размеры 8 на 18 метров. На изготовление площадки ушло 640 пудов свинца. В саду были посажены цареградские и грецкие орехи, поставлены ящики для цветов. В 1687 году в саду устроили небольшой пруд.

### Интерьеры
Внешний облик, оформление и размеры палат были восстановлены историками по археологическим артефактам, сохранившимся чертежам и «описям порух», сделанным после московских пожаров. Важным интерьерным источником являются так называемые записки «строительного дела», содержащие информацию о тратах на украшение палат Натальи Нарышкиной и Петра I. Так, в записях 1685 года предписывалось «сделать царицы Натальи Кирилловны в новые деревянные хоромы и переднюю да в две комнаты <…> половые сукна на сукон анбурских <…> в переднюю длиною и шириною по 10 арш. с полуаршином, в одну комнату длиною 8 арш. с полуарш., шириной 11 арш. в другую длиною 7 арш., шириной 8 арш».
Согласно сохранившимся данным, оформление хором вдовствующей царицы было выполнено в коричневой и зелёной цветовых гаммах. Стены внутренних помещений украшали росписи на библейскую тематику, выполненные под руководством мастеров Ивана Безмина и Ивана Салтанова. Вдоль стен стояли лавки и шкафы с дорогой посудой и ларцами.

…отпустить из казны Казённого приказу в новые деревянные хоромы царицы Натальи Кирилловны на три лавки на полавочник на середину бархату коричневого флоринского на каймы бархату осинового, на оторочку отласу зелёного.
На верхнем каменном этаже находилась изразцовая печь, примыкавшая к стене с камином. На основном кафеле печи были изображены гвоздики и два вида розеток. Архитектор Ирина Ильенко восстановила её вид по сохранившимся фрагментам.